# Lombok
Lombok sziget Indonézia Nyugat-Nusa Tenggara (Nusa Tenggara Barat) tartományában. A Kis-Szunda szigetlánchoz tartozik, a tőle nyugatra eső Balitól a Lombok-szoros választja el, és a tőle keletre eső Sumbawától az Alasz-szoros.
A tartományi főváros és egyúttal legnagyobb város Mataram.
A sziget lakossága 3,2 millió fő.

## Földrajz

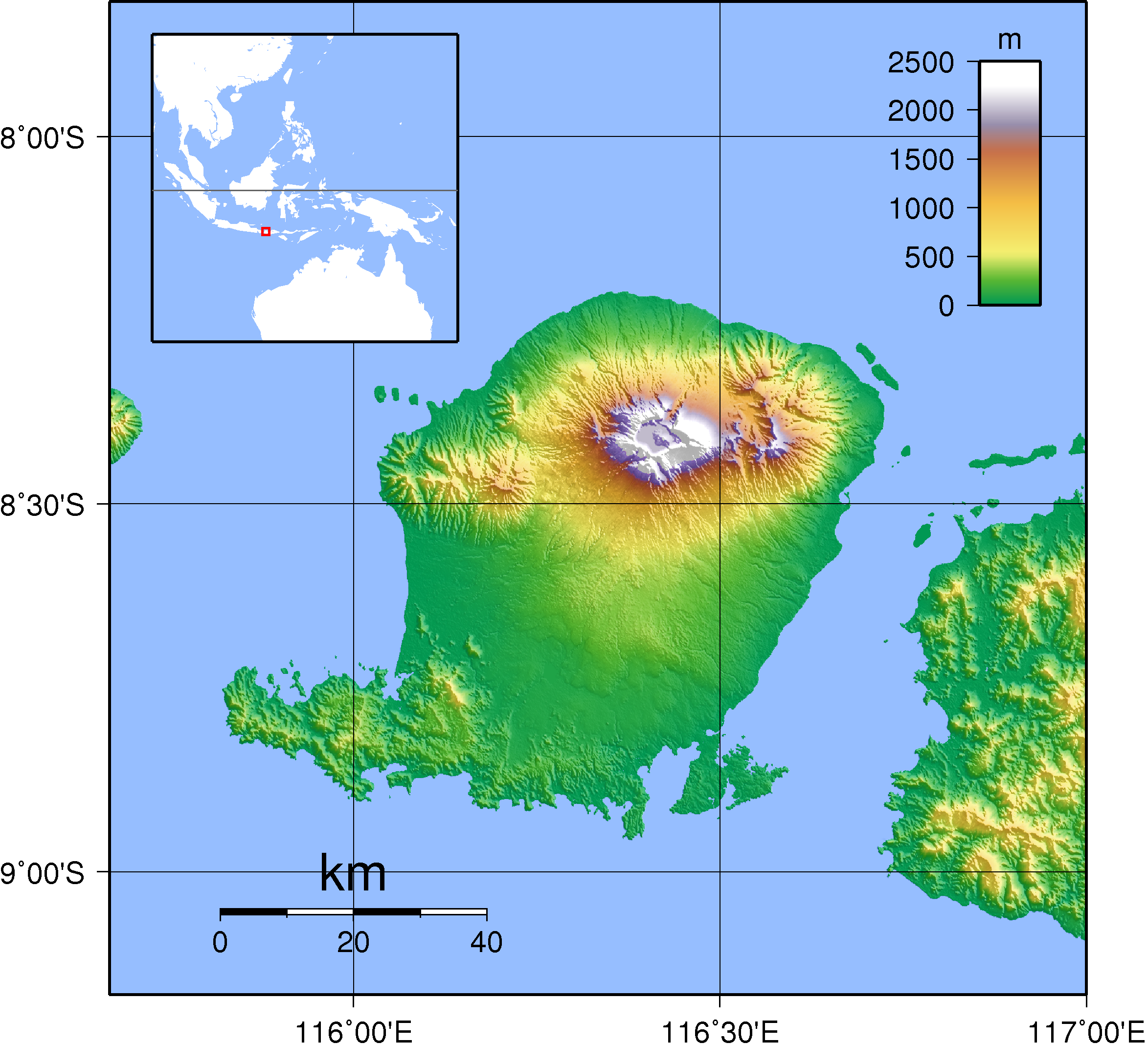
Lombok domborzati térképe

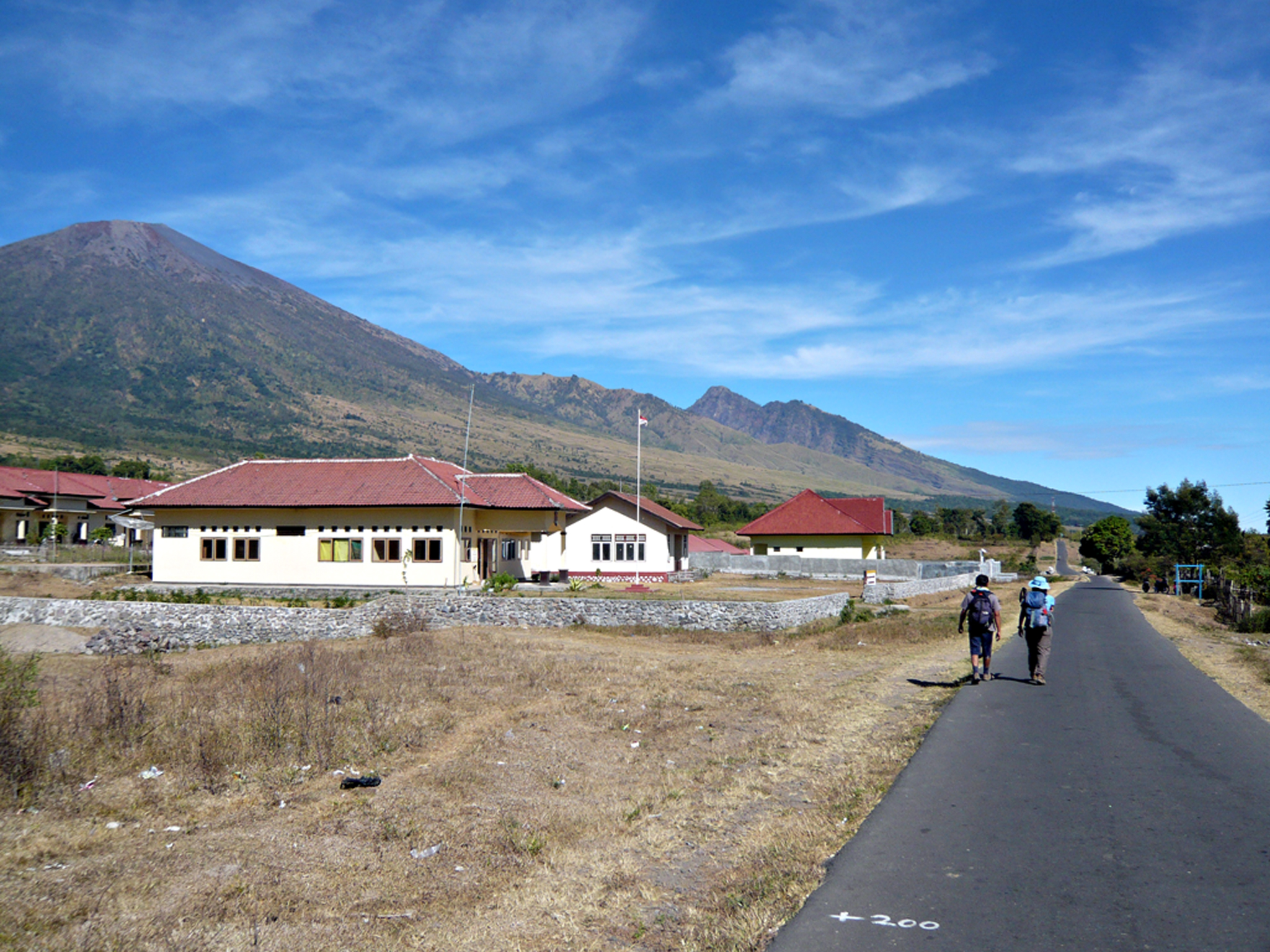
A Rindzsani tövében

A sziget nagyjából kör alakú, délnyugaton egy nyúlvánnyal. Méretben a szomszédos Balihoz hasonló.
A sziget látképét uralja a 3726 m magas Rindzsani hegy, ami egy sztratovulkán. Ez a második legmagasabb vulkán Indonéziában, egyúttal a harmadik legmagasabb hegy. Aktív vulkán, legutóbbi kitörése 2010 májusában volt. A vulkán és a hozzá kapcsolódó krátertó, a „Segara Anak” (=a tenger gyermeke) a Gunung Rindzsani Nemzeti Park része 1997 óta és így védelem alatt áll.
A sziget nagy részét erdőség borítja. Az alacsonyabb területeket művelik. Több kisebb sziget veszi körül, amit a helyi lakosság Gili szigeteknek nevez.

### A kisebb szigetek listája
Lombokot sok kis sziget veszi körül:
| - Északnyugat: közkeletűen „Gili szigetek” (Észak-Lomboki kormányzóság) - Gili Trawangan - Gili Meno - Gili Air - Délnyugat (Szekotong félsziget, Nyugat-Lomboki kormányzóság) - Gili Nanggu - Gili Sudak - Gili Tangkong - Gili Poh - Gili Genting - Gili Lontar - Gili Layar - Gili Amben - Gili Gede - Gili Anyaran - Gili Layar - Gili Asahan | - Déli part (Nyugat-Lomboki kormányzóság) - Gili Solet - Gili Sarang Burung - Gili Kawu - Délkelet (Kelet-Lomboki kormányzóság) - Gili Indah - Gili Merengke - Gili Belek - Északkelet (Kelet-Lomboki kormányzóság) - Gili Lawang - Gili Sulat - Gili Pentangan - Gili Bidara (Pasaran) - Gili Lampu |

## Éghajlat
| Hónap                         | Jan. | Feb. | Már. | Ápr. | Máj. | Jún. | Júl. | Aug. | Szep. | Okt. | Nov. | Dec. | Év   |
| ----------------------------- | ---- | ---- | ---- | ---- | ---- | ---- | ---- | ---- | ----- | ---- | ---- | ---- | ---- |
| Átlagos max. hőmérséklet (°C) | 30,5 | 30,6 | 30,7 | 31,3 | 31,0 | 30,3 | 29,7 | 30,2 | 30,9  | 31,2 | 31,2 | 31,0 | 30,7 |
| Átlagos min. hőmérséklet (°C) | 22,2 | 23,0 | 22,4 | 21,7 | 21,1 | 20,0 | 19,4 | 19,8 | 20,9  | 21,7 | 22,6 | 22,8 | 21,5 |
| Átl. csapadékmennyiség (mm)   | 290  | 237  | 170  | 114  | 108  | 72   | 77   | 54   | 62    | 126  | 190  | 282  | 1782 |
| Forrás:                       |      |      |      |      |      |      |      |      |       |      |      |      |      |

## Történelme
A 17. század előttről keveset tudni. Addig több kisebb hercegségből állt, amik gyakran harcban álltak egymással. Ezt kihasználta a szomszédos Bali, akik elfoglalták a sziget nyugati részét a 17. század elején. Hasonlóképpen a keleti részt Sumbawa felől támadták  és foglalták el.
A hollandok első ízben 1674-ben látogatták meg a szigetet, és a Holland Kelet-indiai Társaság szövetséget kötött Lombok szaszak hercegnőjével. A baliaknak sikerült a teljes szigetet elfoglalniuk 1750-re, de a bali belső harcok miatt az irányítás négy feudális királyságra bomlott fel. 1838-ra a Mataram Királyság uralma alá hajtotta a többit.
A szaszakok és baliak Lombok nyugati részén összhangban éltek, a vegyes házasság megszokott volt. A sziget keleti felén azonban a baliak helyőrségekkel tudták fenntartani az uralmukat. A szaszak falusi kormányzó a helyén maradt, de pozíciója arra korlátozódott, hogy beszedesse az adót a baliak számára. A falusiak jobbágyokká váltak, a szaszak arisztokrácia pedig elvesztette a hatalma és földjei nagy részét.
Az egyik szaszak parasztlázadás után (ami a baliak ellenében zajlott), a szaszak főnökök követeket küldtek a hollandokhoz Balira, hogy tegyenek rendet és uralkodjanak Lombokon. 1894 júniusában a Kelet-indiai főkormányzó, Van der Wijck aláírt egy megállapodást a szaszak lázadókkal a sziget keleti felében. Erős hadsereget küldött Lombokra, és a bali rádzsa megadta magát a holland követeléseknek. 1895-ben a teljes szigetet a Holland Kelet-Indiához csatolták.
A hollandok a mintegy 500 000-es lakosságot mindössze 250 fős hadsereggel felügyelték, a bali és a szaszak arisztokrácia kölcsönös támogatásával. Bár ez az időszak a szaszakok számára nélkülözést jelentett, mégis úgy emlékszenek a hollandokra, mint akik felszabadították őket a bali uralom alól.
A második világháború alatt a japán inváziós erők megtámadták és elfoglalták a Kis-Szunda-szigeteket, köztük Lombokot is. Hajóik Surabaya kikötőjéből indultak 1942. március 8-án reggel 9-kor, és május 9-én 17 órakor kikötöttek a Lombok szigeti Ampenannál. A holland védők vereséget szenvedtek, a szigetet elfoglalták a japánok.
Miután a japán erők visszavonultak Indonéziából, a sziget átmenetileg újból holland uralom alá került. Majd a függetlenség kivívásával a hollandoktól, ismét a bali és a szaszak arisztokrácia uralkodott.
A sziget 1958-ban egyesült, és Nyugat-Nusa Tenggara tartományban lévő Mataram lett a főváros. 1965-1966 között tömegmészárlások folytak a szigeten a kommunisták ellen a szeptember 30-i sikertelen államcsíny után. Szuharto elnök irányítása alatt Lombokon stabilitás és fejlődés volt, de nem olyan mértékű, mint Jáván és Balin. A termény kevés volt, éhínség alakult ki 1966-ban, és élelmiszerhiány 1973-ban. A kormány transmigrasi programja sok embert eltávolított Lombokról.
Az 1980-as években külföldi befektetők és spekulánsok elindították a turizmus kialakulását, de ennek bevétleiből a helyi lakosság kevéssé részesült.
Indonézia politikai és gazdasági válsága az 1990-es évek végén igen hátrányosan érintette Lombokot. 2000 januárjában zavargások törtek ki Mataramban a keresztények és a kínai származásúak között, amit állítólag külföldről gerjesztettek. A turizmus visszaesett, és csak 2010 körül kezdett újra erősödni.

## Közigazgatás
A sziget Nyugat-Nusa Tenggara (Nusa Tenggara Barat) tartomány kormányzójának irányítása alatt áll. A tartományt a tartományi fővárosból, Mataramból irányítják.
A sziget négy kormányzóságból és egy-egy székhelyből, valamint fővárosból, Mataramból áll:
| Név                                        | Székhely | Lakosság (2005-ös becslés) | Lakosság (2010-es népszámlálás) | Térkép |
| ------------------------------------------ | -------- | -------------------------- | ------------------------------- | ------ |
| Észak-Lomboki kormányzóság (Lombok Utara)  | Tanjung  | (Nyugat-Lombokkal együtt)  | 199 904                         |        |
| Nyugat-Lomboki kormányzóság (Lombok Barat) | Mataram  | 757 369                    | 599 609                         |        |
| Közép-Lomboki kormányzóság (Lombok Tengah) | Praya    | 810 645                    | 859 309                         |        |
| Kelet-Lomboki kormányzóság (Lombok Timur)  | Selong   | 1 039 195                  | 1 105 671                       |        |
| Mataram város                              | Mataram  | 342 896                    | 402 296                         |        |
| Összesen                                   |          | 2 950 105                  | 3 166 789                       |        |

## Demográfia
A sziget lakossága 85%-ban szaszak, akikről úgy tartják, hogy Jáva szigetéről kerültek ide az i. e. 1. évezredben. 10–15% bali származású, a maradék kis létszámú kínai-indonéz, jávai, sumbawai és arab-indonéz.
A szaszak lakosság kulturálisan és nyelvileg közel áll a baliakhoz, egy lényeges különbséggel, hogy t.i. a lakosság többsége muszlim, míg a baliak többnyire a hindu vallást követik. Így a városképet Lombokon a mecsetek és minaretek jellemzik. Az iszlám hagyományok és ünnepek meghatározóak a mindennapi életben.
2008-ban Lombokon 866 838 háztartás volt, átlagosan 3,635 emberrel.
A 2010-es népszámlálás 4 496 855 lakost írt össze a Nyugat-Nusa Tenggara tartományban, akiknek 70,42%-a lakik Lombokon, így a teljes lakosság 3 166 685 főből áll.

### Vallás
A bennszülött szaszak lakosság alapvetően muszlim vallású. Az iszlám érkezése előtt hosszú időn át a hinduizmus és a buddhizmus terjedt el, amik Jáván keresztül kerültek a szigetre. Kis létszámú hinduista kultúrájú lakosság ma is él a szigeten. Az iszlám vallást valószínűleg a kereskedők hozták magukkal Sumbawa sziget felől a 17. században, ez először a sziget keleti felén maradt meg. Más leírások ezt a hatást a 18. század első felére teszik.
A 20. század elején az iszlám ortodox változata kezdett terjedni a szigeten.
A Baliról származó bevándorlók a hinduizmus követői. A kereszténységet csak kis létszámú lakosság követi, ezek egy része kínai származású. Kis létszámú arab származású lakosság található Ampenanban, Mataram régi kikötője közelében, akik a hagyományok szerint jemeni kereskedőktől származnak. Egy nem-ortodox iszlám réteg is található a szigeten, a nevük Wektu Telu (jelentése: háromszor), mert a Korán előírásaitól eltérően naponta nem ötször, hanem háromszor imádkoznak. Vallásukat áthatja az animizmus és a panteista eszmerendszer. Maradtak még boda vallásúak is, akik a pogány szaszak hitet követik. A pogányság hatása sok helyen kimutatható. A lakosság nagy része hisz a szellemekben. Ételt és imádságot áldoznak a szellemeknek, amikor szükségét látják, hogy beszéljenek velük. Varázslást alkalmaznak, amikor el akarják űzni a gonosz erőket vagy betegséget, vagy valamilyen problémára megoldást keresnek. A varázslás egyénileg is végrehajtható, de általában megkeresik a megfelelő személyt, aki szolgáltatásként végrehajtja ezt a feladatot.

## Gazdaság
Lombok sziget látogatói és az ide érkező áru nagy része a Lombok-szoroson keresztül jut el a szigetre tengeri vagy légi úton. A két szigetet csak 40 km választja el egymástól. Lombok szigetet gyakran úgy reklámozzák, mint „Bali testvérszigete”, „a romlatlan Bali”. A jelenlegi indonéz kormányzás Lombok és Sumbawa szigeteket jelölte meg a belföldi és külföldi turizmus 2. számú célállomásának. Lombok természeti környezete háborítatlan és természetes állapotban van a túlzsúfolt és kommersz Balihoz képest. Lombokon kevés a szálláslehetőség és fejletlen az infrastruktúra, emiatt nincs tömeges turizmus, de sok öko-turistát éppen az ezzel járó nyugalom és a felfedezésre váró élővilág vonzza a szigetre.

### Turizmus
A turizmus Lombok gazdaságában fontos jövedelemforrásnak számít. Turizmus szempontjából a nyugati part tekinthető fejlettnek és Senggigi település környezete. A part menti zóna mintegy 30 km hosszan terjeszkedik Mataram város és az Ampenan közelében lévő repülőtér között. Északnyugat felé Tandzsungig tart, a Rindzsani hegy lábáig, és magában foglalja a népszerű Gili-szigeteket (amik közel vannak a parthoz) és a Medana-félszigetet. A szigeteket többnyire Bangsalból induló hajókkal érik el.
Turistacélpontok: a Rindzsani hegy (Mount Rinjani), Gili Bidara, Gili Lawang, Gili Trawangan, Narmada Park és Mayura Park, továbbá Kuta (ez utóbbi nem azonos a Balin lévő Kutával).

#### Visszaesés 1997 és 2007 között
Az 1997-es ázsiai pénzügyi válság és a Szuharto-rezsim 1998-as bukása a turizmus hanyatlásával jártak együtt. A helyi valuta elértéktelenedése és a gyors átmenet a demokrácia felé egész Indonéziában politikai nyugtalanságot keltett. Sok indonéz tartomány lakossága autonómiát, vagy az indonéz köztársaságtól való függetlenséget követelt. 2000 körül iszlám fanatikusok terrorista akciókat hajtottak végre Mataram város Ampenan körzetében, ezzel a vallási és etnikai ellentéteket szították. Ekkor az életveszélyes helyzet miatt sok turistát evakuálni kellett Bali szigetére. A külföldi követségek figyelmeztetést adtak ki állampolgáraik részére és az Indonéziába való utazás hanyagolására szólítottak fel.
Ezt követően a „2002-es Bali robbantások”, a „2005-ös Bali robbantások” és a SARS-vírus által okozott fertőző járvány kitörése egész Ázsiában visszavetette a turizmust.
Az Indonéziába való utazás elleni figyelmeztetést a legtöbb fejlett ország csak 2007-2008 körül vonta vissza. A turizmus mértéke lassan visszaállt a 2000 előtti szintre.

### Mezőgazdaság
Az alacsonyabb területeken rizs, szójabab, kávébab, dohány, gyapot, fahéj, kakaóbab, szegfűszeg, manióka, kukorica, kopra, banán és vanília termesztése folyik.
A mezőgazdasági termelést és a mindennapi életet is hátrányosan befolyásolja a vízhiány, ami az egész szigetre jellemző.

### Közlekedés
A Selaparang repülőtér Ampenanban található, innen belföldi járatok vannak Jáva, Bali és Sumbawa felé, valamint nemzetközi járatok Szingapúrba és Kuala Lumpurba. A repülőtér Mataram északnyugati külvárosában van. A tervek szerint 2011-ben befejezte a működést.
A Lombok nemzetközi repülőtér (Bandara Internasional Lombok)  Lombok középvonalának déli részén, Praya településtől déli irányban található. Építése 2011-ben fejeződött be, a terveknek megfelelően októberben kezdett üzemelni.
A Lembar kikötő délnyugaton található. Itt tengerjáró hajók és járműszállító kompok is ki tudnak kötni. A Labuhan Lombok kompkikötő a sziget keleti oldalán van, a hajók innen Poto Tano felé mennek (ami Sumbawa szigetén van).

## Fordítás
Ez a szócikk részben vagy egészben  a   Lombok című angol Wikipédia-szócikk fordításán alapul.  Az eredeti cikk szerkesztőit annak laptörténete sorolja fel. Ez a jelzés csupán a megfogalmazás eredetét és a szerzői jogokat jelzi, nem szolgál a cikkben szereplő információk forrásmegjelöléseként.

## Külső hivatkozások
- Lombok hivatalos oldala
- Tropenmuseam Collection of historic photos from Lombok
- COLLECTIE TROPENMUSEUM, Collection of historic photos from Lombok
- NY Times on Lombok
- Inside Lombok
- The Australian reports on Lombok: The New Bali
- Kabupaten Lombok Utara the Regency of North Lombok
- Kabupaten Lombok Tengah, the Regency of Central Lombok
- Kabupaten Lombok Timur, the Regency of East Lombok Archiválva 2010. augusztus 26-i dátummal a Wayback Machine-ben
- Kabupaten Lombok Barat, the Regency of West Lombok
- Nusa Teggara Barat, West Nusa Teggara
- Kota Mataram, City of Mataram
- L, Klemen: Forgotten Campaign: The Dutch East Indies Campaign 1941-1942, 1999 [2011. július 26-i dátummal az eredetiből archiválva]. (Hozzáférés: 2011. szeptember 24.)
- Térkép